# Terry Reilly
Terrence "Terry" Reilly, född 24 oktober 1947, död 21 mars 2025, var en australisk bågskytt. Han deltog vid olympiska sommarspelen 1972 och olympiska sommarspelen 1976.